# Depende (singolo)
Depende è una canzone scritta e cantata dagli Jarabe de Palo, ed estratta dal loro secondo album Depende del 1998.

## Descrizione
Il brano diventa uno dei più significativi della loro intera carriera discografica, ed il gruppo ne registra anche una versione in lingua italiana, riscritta per l'occasione da Jovanotti e pubblicata il 4 maggio 2000. Entrambe le versioni, in italiano e in spagnolo, godettero di un'insistente attività di diffusione frequentissima nella programmazione di molti canali radio italiani. Inoltre è divenuto uno dei tormentoni estivi del 2000.

## Classifiche
| Classifica (1999-2020) | Posizione massima |
| ---------------------- | ----------------- |
| Italia                 | 46                |
| Nicaragua              | 3                 |
| Spagna                 | 86                |